# Vila Františky Lipčíkové
Vila Františky Lipčíkové je stavba v Olomouci, kterou nechala zbudovat Františka Lipčíková podle návrhu architekta Rudolfa Stockara v letech 1918–1919. Jedná se o jednu z mála kubistických staveb na Moravě. Stavba má čísla popisná 500 a 501 v katastrálním území Nová Ulice a je zapsanou kulturní památkou České republiky.

## Historie
Františka Lipčíková (1863–1948), vdova po přerovském advokátu a vlastenci Augustu Lipčíkovi (1858–1914), žila po smrti svého manžela na zámečku v Loučce u Valašského Meziříčí. Ten v roce 1918 prodala Tomáši Baťovi a nechala si zbudovat menší zámeček – vilu v Olomouci. Ten vznikl spojením a přestavbou dvou řadových domů v tehdejší Nové ulici. Ve střední části vznikl rizalit o třech okenních osách. Kompozice průčelí je podle systému 5–3–5, okna v přízemí středního rizalitu jsou hrotitě zaklenuta. Také v interiéru jsou zachovány kubistické detaily: dveřní výplně, detaily schodiště a podobně.
Původní dvorní křídla byla odstraněna a v levé (západní) části byl vytvořen hospodářský dvůr, který obsahoval kuchyň, vepřinec, kurník, chlév a garáž. V pravé (východní) dvorní části vznikla zahrada, kterou navrhl Quido Riedl.
V roce 1928 majitelka vilu prodala právníkovi a politikovi Mořici Hrubanovi, který ji zakoupil pro svého syna Vladimíra. Ten prodal část zahrady rodině Hanse Stratila, který zde nechal v roce 1933 postavit novoklasicistní vilu.
Při asanaci této části Olomouce byla původní ulice rozšířena a v sedmdesátých letech dvacátého století se uvažovalo o přesunu vily.
V současnosti je objekt využíván jako pobočka městské knihovny.